# RYU Plus
『RYU＋』（りゅうプラス）は、笠浩二が2016年にユニバーサルミュージックジャパンからリリースした1枚目のベスト・アルバムのタイトルである。
(本来のアルバムタイトルの『RYU＋』の『＋』がWikipediaのページ作成に引っかかるため、このページ名を便宜上『RYU Plus』としている)

## 解説
- 1990年にリリースされたアルバム「RYU」をベースに、インディーズレーベルで発表した楽曲より抜粋した9曲と新曲、合計17曲で構成されている。

## 収録曲
| #   | タイトル                                                | 作詞           | 作曲            | 編曲                   | 時間 |
| --- | ------------------------------------------------------- | -------------- | --------------- | ---------------------- | ---- |
| 1.  | 「30cmでつかまえて 〜30センチ-Mix」(30cmでつかまえて)   | 魚住勉         | 馬飼野康二      | 船山基紀               | 5:39 |
| 2.  | 「冷たくしないで」                                      | 松本隆         | 筒美京平        | 山川恵津子             | 3:13 |
| 3.  | 「Soul Tripper」(ソウルトリッパー)                      | 川村真澄       | 笠浩二          | 山川恵津子             | 3:41 |
| 4.  | 「世界でたったひとりの君に」                            | 川村真澄       | 筒美京平        | 山川恵津子             | 3:43 |
| 5.  | 「上海の夜は更けて」                                    | 松本隆         | 筒美京平        | 鷺巣詩郎               | 4:19 |
| 6.  | 「Cider」(サイダー)                                     | 川村真澄       | 笠浩二          | 山川恵津子             | 4:02 |
| 7.  | 「Rockin' Roll Baby 〜NaNaNaNa-Mix」(Rockin' Roll Baby) | 松本隆         | T･Bell、L･Creed | 鷺巣詩郎               | 5:56 |
| 8.  | 「マーベラス」                                          | 笠浩二         | 笠浩二          | 安保亮                 |      |
| 9.  | 「Good Bye 17」                                         | 笠浩二         | 笠浩二          | 岩瀬昇造               |      |
| 10. | 「TIME」                                                | 笠浩二・川端斉 | 笠浩二          | 岩瀬昇造               |      |
| 11. | 「幾億の恋」                                            | りゅうこうじ   | りゅうこうじ    | りゅうこうじ・丸山正剛 |      |
| 12. | 「唯心 -New Version-」(ハイランダー収録Version)         | りゅうこうじ   | りゅうこうじ    | りゅうこうじ・丸山正剛 |      |
| 13. | 「ハイランダー」                                        | りゅうこうじ   | りゅうこうじ    | りゅうこうじ・丸山正剛 |      |
| 14. | 「It's All Right（New Version）」                       | りゅうこうじ   | りゅうこうじ    | りゅうこうじ・丸山正剛 |      |
| 15. | 「Wing Heart」                                          | 笠浩二         | 笠浩二          | 笠浩二                 |      |
| 16. | 「Squall」(スコール)                                    | 笠浩二         | 笠浩二          | 笠浩二                 |      |
| 17. | 「菜々」                                                | 真木朔         | 笠浩二          | 笠浩二                 |      |

## 楽曲解説
1. 30cmでつかまえて 〜30センチ-Mix
  - アルバム『RYU』収録。なおシングル『30センチでつかまえて』のリミックスバージョン。
2. 冷たくしないで
  - アルバム『RYU』収録。
3. Soul Tripper
  - アルバム『RYU』収録。
4. 世界でたったひとりの君に
  - アルバム『RYU』収録。
5. 上海の夜は更けて
  - アルバム『RYU』収録。
6. Cider
  - アルバム『RYU』収録。
7. Rockin' Roll Baby 〜NaNaNaNa-Mix
  - アルバム『RYU』収録。なおシングル『Rockin' Roll Baby』のリミックスバージョン。
8. マーベラス
  - アルバム『MARVELOUS』収録。
9. Good Bye 17
  - アルバム『MARVELOUS』収録。
10. TIME
  - アルバム『MARVELOUS』収録。
11. 幾億の恋
  - 笠が在籍していた『AREX-destiny-』のアルバム『AREX-sakura』などに収録。
12. 唯心 -New Version-
  - 笠が在籍していた『AREX-destiny-』ののシングル『YUISHIN』のアルバムバージョンで『AREX-sakura』などに収録されている。
13. ハイランダー
  - アルバム『ハイランダー』収録。
14. It's All Right（New Version）
  - アルバム『Before that shines brightly.』に収録されているバージョン。
15. Wing Heart
  - アルバム『Before that shines brightly.』に収録されているバージョン。
16. Squall
  - 笠が在籍していた『AREX-destiny-』のシングル『Squall』がアルバム『Before that shines brightly.』に収録されているバージョン。
17. 菜々
  - ※新曲。 瑞鷹 純米酒「菜々」イメージソング、KAB熊本朝日放送「ニュース&情報ライブ くまパワ」挿入歌